# برکوییه
{{جعبه اطلاعات روستای ایران
|نام رسمی=برکوئیه
|عرض جغرافیایی= 31.51998723
|طول جغرافیایی= 55.93559676
|تصویر= 
|اندازه تصویر= 
|توضیح تصویر= 
|استان=یزد
|شهرستان=بافق
|بخش= بخش مرکزی
|دهستان=سبزدشت (بافق)
|دهیار=علی سالاری برکویی(اکبر)
|اعضای شورای اسلامی=[[علی سالاری برکویی(حسن)[رئیس]، حسین رضایی شریف آباد(غلامحسین)، رضا رضایی شریف آباد(اسدالله)]]
|نام بومی=برکو، برکوه
|نام دیکر=
|نام قدیمی=
|تاریخ بنیان‌گذاری= 
|جمعیت= ۹۸ نفر
|رشد جمعیت=
|تراکم‌جمعیت=
|مساحت=
|ارتفاع=1852 
|کد آماری    =۱۰۱۹۹۸
|پیش‌شماره=035
|وبگاه= 
|پانویس=
}}
برکوئیه، روستایی از توابع بخش مرکزی و در ۸۵ کیلومتری شهرستان بافق در استان یزد ایران است.
شغل اصلی مردم برکوئیه دامپروری و کشاورزی میباشد
محصولات مهم کشاورزی، پسته و انار میباشد که در کنار آن مزارع کشت جو، گندم، زعفران و علوفه های مورد نیاز دام و طیور نیز وجود دارد.
مردم برکوئیه در زمستان از شلغم های تولیدی خود استفاده می‌کنند.

## جمعیت
این روستا در دهستان سبزدشت قرار دارد و براساس سرشماری مرکز آمار ایران در سال ۱۳۸۵، جمعیت آن ۱۰۰ نفر (۵۰خانوار) بوده‌است.